# Курённый
Курённый — река в России, течёт по территории муниципального района Печора Республики Коми. Правый приток Печоры. Впадает в безымянную протоку на высоте 46 м над уровнем моря. Длина реки составляет 55 км.

## Данные водного реестра
По данным государственного водного реестра России относится к Двинско-Печорскому бассейновому округу, водохозяйственный участок реки — Печора от водомерного поста у посёлка Шердино до впадения реки Уса, речной подбассейн реки — бассейны притоков Печоры до впадения Усы. Речной бассейн реки — Печора.
Код объекта в государственном водном реестре — 03050100212103000063450.